# Шабельниківська сільська рада
Шабе́льниківська сільська́ ра́да — колишня адміністративно-територіальна одиниця та орган місцевого самоврядування в Золотоніському районі Черкаської області. Адміністративний центр — село Шабельники.

## Загальні відомості
- Населення ради: 1 081 особа (станом на 2001 рік)

## Населені пункти
Сільській раді підпорядковані населені пункти:
- с. Шабельники
- с. Нова Гребля

## Склад ради
Рада складається з 12 депутатів та голови.
- Голова ради: Гвоздь Ігор Володимирович
- Секретар ради: Тарасюк Тетяна Володимирівна

### Керівний склад попередніх скликань
| Прізвище, ім'я, по батькові | Основні відомості                                                          | Дата обрання | Дата звільнення |
| --------------------------- | -------------------------------------------------------------------------- | ------------ | --------------- |
| Гресь Руслан Володимирович  | Сільський голова, 1974 року народження, член Соціалістичної партії України | 26.03.2006   | 18.08.2008      |
| Гвоздь Ігор Володимирович   | Сільський голова, 1966 року народження, освіта вища, член Народної партії  | 30.11.2008   | 31.10.2010      |
| Гвоздь Ігор Володимирович   | Сільський голова, 1966 року народження, освіта вища, безпартійний          | 31.10.2010   |                 |

Примітка: таблиця складена за даними сайту Верховної Ради України

### Депутати
За результатами місцевих виборів 2010 року депутатами ради стали:

#### За суб'єктами висування
| Суб'єкт висування                                       | Кількість обраних депутатів | %  |
| ------------------------------------------------------- | --------------------------- | -- |
| Самовисування                                           | 9                           | 75 |
| Політична партія Всеукраїнське об'єднання «Батьківщина» | 3                           | 25 |

#### За округами
| № округу                                                | Прізвище, ім'я, по батькові     | Дата визнання обраним | Освіта             | Партійна приналежність                        | Відомості про обраного депутата                              |
| ------------------------------------------------------- | ------------------------------- | --------------------- | ------------------ | --------------------------------------------- | ------------------------------------------------------------ |
| Політична партія Всеукраїнське об'єднання «Батьківщина» |                                 |                       |                    |                                               |                                                              |
| 1                                                       | Науменко Анатолій Антонович     | 05.11.2010            | середня спеціальна | позапартійний                                 | Шабельниківський НВК, сторож                                 |
| 2                                                       | Науменко Микола Михайлович      | 05.11.2010            | середня спеціальна | член Всеукраїнського об'єднання «Батьківщина» | ТОВ «СП Золотоніський», інженер електрик                     |
| 7                                                       | Авраменко Тетяна Михайлівна     | 05.11.2010            | середня            | член Всеукраїнського об'єднання «Батьківщина» | Шабельниківський ФАЛ, молодша медична сестра                 |
| Самовисування                                           |                                 |                       |                    |                                               |                                                              |
| 3                                                       | Стеблина Вячеслав Миколайович   | 05.11.2010            | середня            | позапартійний                                 | ВАТ «Укртелеком», електромонтер                              |
| 4                                                       | Барботько Наталія Іванівна      | 05.11.2010            | середня спеціальна | позапартійна                                  | Шабельниківська сільська рада, землевпорядник                |
| 5                                                       | Блоха Валентина Михайлівна      | 05.11.2010            | середня спеціальна | позапартійна                                  | РАИСТ, продавець                                             |
| 6                                                       | Ілюха Федір Васильович          | 05.11.2010            | середня спеціальна | позапартійний                                 | ТОВ «Агро колос-05», оператор                                |
| 8                                                       | Тарасюк Сергій Євстафійович     | 05.11.2010            | вища               | член Політичної партії «Народна Самооборона»  | ТОВ «Черкаська птахофабрика», начальник площадки             |
| 9                                                       | Кириченко Володимир Миколайович | 05.11.2010            | середня спеціальна | позапартійний                                 | Піщанська лікарська амбулаторія, фельдшер                    |
| 10                                                      | Левченко Любов Іванівна         | 28.12.2010            | вища               | позапартійна                                  | фельдшерсько-акушерський пункт с. Велтка Гребля, завідувачка |
| 11                                                      | Тарасюк Тетяна Володимирівна    | 05.11.2010            | вища               | позапартійна                                  | Шабельниківська сільська рада, секретар                      |
| 12                                                      | Гвоздь Тетяна Григорівна        | 05.11.2010            | середня спеціальна | позапартійна                                  | Шабельниківська сільська бібліотека, бібліотекар             |